# Pamukova (district)
Pamukova is een Turks district in de provincie Sakarya en telt 25.767 inwoners (2007). Het district heeft een oppervlakte van 360,3 km².
De bevolkingsontwikkeling van het district is weergegeven in onderstaande tabel.
| 1997   | 2000   | 2007   |
| ------ | ------ | ------ |
| 22.141 | 24.072 | 25.767 |